# 고전면
고전면(古田面)은 대한민국 경상남도 하동군의 면이다. 하동군의 서남부에 위치하며, 섬진강을 경계로 하여 광양시와 접하고 있다. 북쪽으로는 하동읍, 적량면, 횡천면과 경계를 접하고 있으며, 남쪽으로는 금남면과 금성면과 각각 경계를 이루고 있다.

## 연혁
- 대가야 시대 신다사읍(고하리)
- 1825년 조선 순조 25년 -고현, 마전면
- 1914년 고현, 마전 합병-고전면
- 1916년 팔조면 일부(신월리)편입

## 행정 구역
- 범아리(泛鵝里)
- 성천리(城川里)
- 신월리(新月里)
- 전도리(錢島里)
- 대덕리(大德里)
- 고하리(古河里)
- 성평리(星坪里)
- 명교리(銘橋里)

## 교육
- 고전초등학교
- 고남초등학교

## 볼거리
- 하동읍성

## 특산물
- 재첩
- 벗굴
- 단호박
- 산나물